# Mjuzikl
Mjuzikl (engl. musical) glazbeno-scensko je djelo zabavnog karaktera s govorenim dijalozima, glazbenim i plesnim točkama, najčešće u dva čina. 
Nastao je oko 1900. na Broadwayu u New Yorku, kao izraz specifičnog američkog zabavnog života. U početku je bio svojevrsna sinteza burleske, vaudevillea, pantomime, baleta i operete, ali uskoro je postao samostalan oblik izrazitih značajki zahvaljujući prvenstveno kvalitetnim libretima koja se često temelje na vrijednim literarnim ostvarenjima, kao i prvorazrednim izvedbama. Glazbene točke nose obilježja zabavne i jazz glazbe, a neizostavan dio mjuzikla je i song.
Oko 1930. mjuzikl se proširio i u Europi, ponajprije u Engleskoj. U Francuskoj je mjuzikl profinjeniji i intimniji od engleskog, a tu song zamjenjuje chanson. U Njemačkoj je mjuzikl sentimentalan i po sastavu orkestra najbliži opereti.
Song je solistički glazbeni broj po kojem se mjuzikl pamti. Većina njih zaživi i kao evergreen pjesma, npr. Maria iz West Side Story i Don't cry for me Argentina iz Evite.
Zlatno razdoblje mjuzikla je bilo od 1920. do 1960., koje se naziva doba umjetničke zrelosti mjuzikla. Tada naime dolazi do čvršće povezanosti pjesme i plesa s pričom, a zapleti su uvjerljiviji. U ovom razdoblju skladaju neki od najpoznatijih skladatelja, kao što su Jerome Kirn (Show Boat), Leonard Bernstein (West Side Story), Richard Rodgers (Oklahoma), i dr.
Nakon 1960. godine mjuzikl je i dalje privlačan i publici i skladateljima. Većina ih piše starim načinom, ali nastaje i nekoliko mjuzikala pod utjecajem rocka (Jesus Christ Superstar i Hair). Najznačajniji skladatelj druge polovine dvadesetog stoljeće je bio Andrew Lloyd Webber, čiji su najpoznatiji mjuzikli Cats, Fantom Opere, Sunset Boulevard i Evita.

## Razvoj mjuzikla u Hrvatskoj
U Hrvatskoj su se za vrijeme razvoja mjuzikla razvijale isključivo operete. Najpoznatiji skladatelj opereta u Hrvatskoj je bio Ivo Tijardović, sa svojim operetama Splitski akvarel i Mala Floramye. Mjuzikl se popularizira tek šezdesetih godina dvadesetog stoljeća, najprije američkim mjuziklima, a zatim i hrvatskim. Najpoznatiji hrvatski mjuzikli su Jalta, Jalta Alfija Kabilja i Dundo Maroje Đele Jusića. Nekoliko godina kasnije nastaju hrvatske rock opere Gubec Beg i Grička vještica Ivice Krajača, Karla Metikoša i Miljenka Prohaske.
Redateljski otac operete, pa nakon toga i mjuzikla u Hrvatskoj svakako je Vlado Štefančić, nizom uspješnica od Zemlje smiješka, Kneginje čardaša, Šišmiša, Gubec bega, Čovjeka iz Manche, Jadnika, Guslača na krovu, Kralj je gol, Tko pjeva, zlo ne misli, Noći u Veneciji, pa preko novijih produkcija mjuzikala: Jesus Christ Superstar i Kosa. Od 2004. godine redateljsko prijestolje preuzima Dora Ruždjak Podolski novom, izvanrednom energijom: od Chicaga, Aida - Tima Ricea, E. John, te Ljepotica i zvijer.    